# 黒夢
黒夢（くろゆめ）は、1991年に結成された岐阜県出身のロック・バンド。
バンド名の黒夢とは結成前から持っていた「黒夢」という曲名から。「夢とか神というものは存在しない」という意味が込められており、「あくまで現実というものを直視して、その上で前向きに演っていく姿勢をとりたくて」名付けたという。インディーズシーンではSilver-Roseと並んで「名古屋2大巨頭」とされていた。インディーズ時代はLaputa・ROUAGEらとともに名古屋系を作り上げたともいわれる。『日経エンタテインメント!』調べのヴィジュアル系部門の総売上は第5位・CD総売上は約531万枚。

## 来歴
1991年、前身バンドであるGARNET所属の清春・人時・鋭葵の三名と、GERACEE所属の臣によって結成。GARNETはミュージックシーケンサーによる打ち込み要素なども取り入れた無機質な激しさを持つバンドだったが、清春と人時はさらにハードな音楽性でバンド活動を行いたいという不満を募らせていた。その後、4人は名古屋市名東区小池町にあるライブハウス『名古屋MUSIC FARM』での対バンを機に出会う。臣は「僕がギターを弾いて、君が歌をうたえば日本制覇も夢じゃない」「早く解散しろー」と清春を電話で説得、これに清春が応じたことで結成の流れとなった。清春は「（黒夢は）臣君が作ったと言ってもいい」と述懐している。当時は、バンド・メンバー名にアルファベットを用いることが主流だったが、あえて漢字表記とし時流に逆らうスタイルをとった。インディーズ時代は中京圏中心に活動し、渋谷公会堂でのワンマンライブを成功させている。また、首吊りをはじめとする過激なパフォーマンスで人気を博し、インディーズシーンでは絶大な支持を得た。ちなみに、首吊り中に意識を失い、そのままライブが終了したことがある。インディーズ時代にはデモテープ2本、ミニ・アルバム2枚、アルバム1枚をリリースした。
1992年6月でドラムの鋭葵が脱退。
1993年7月、HIRO（元THE STAR CLUB）が加入するも3ヶ月後脱退。その後、松山一志がサポートとして参加。
YOSHIKI（X JAPAN）主宰のインディーズ・レーベルEXTASY RECORDSから勧誘され、一度はこれを受諾する。しかし同じ週にソニーと東芝EMIからメジャー・デビューの打診があり、1994年2月9日、シングル「for dear」で東芝EMIからデビューを果たした。
1995年2月15日、ギタリストの臣がアルバム『feminism』レコーディング途中に失踪。のちに脱退となるがメンバーは補充せず2人で活動を続ける。2人組になり「音楽ユニット」とカテゴライズされることもあったが、「人数が何人でも自分達はあくまでもバンド」と主張した。同年3月、日本ゴールドディスク大賞ベスト5ニューアーティスト賞を受賞。同年5月に発売したアルバム『feminism』は オリコンチャート初登場1位を記録。同年10月に発売した5枚目のシングル「BEAMS」は、清春自身も出演したCMのタイアップ曲としてオンエアされた。
1996年に「ピストル」がMTV Video Music Awards視聴者賞日本部門を受賞。
1997年から1998年にかけ約230本のライブを敢行。この頃からパンクテイストの楽曲を発表しはじめ男性ファンが増加（男性ファン限定ライブも開催した）。
メジャー・デビュー後、人時が結婚を機に家庭を優先したい旨を清春へ伝えたことにより、活動の方向性に清春が疑問を感じはじめた。さらに、人時がメディア出演などをキャンセルしたことで確執が深まった。結果的にレコーディング・ライブでの楽屋・打ち上げなども別々となり、活動休止までまったく会話がない状況となってしまう。1998年、人時から脱退の意志を伝えられた清春は、ツアー開催前に全日程終了後の無期限活動停止を決定。ツアー終了後の翌年1999年1月29日に無期限活動停止を発表。人時はプロジェクトを開始。清春は新たなバンドとしてSADSを結成し活動、2003年10月からソロ活動に入った。
活動停止後の清春は、黒夢再始動の可能性は「ほぼない」と発言していた。しかし、2009年1月29日「清春 15th Anniversary Presents kuroyume "the end" 〜CORKSCREW A GO GO! FINAL〜」と題し、一夜限りの復活および解散ライブを日本武道館にて行い、正式に解散となった。人時からの再結成に関する打診がきっかけであり、清春は当初難色を示したものの、活動休止に区切りをつけるための措置だった。
2010年1月29日、清春のブログにてSADSの活動再開ならびに黒夢の再結成が発表され、新たに公式ホームページが公開された。同時に、アルバムレコーディングの開始、2月9日にファンクラブ「DARKROOM」がオープンすると発表された。これは音楽雑誌「FOOL’S MATE」の元編集長である東條雅人が2009年に急逝したことを受け、黒夢時代に世話になった掛けがえのない友人のためにと、今度は清春が人時に打診したことがきっかけだった。
2010年は、清春がソロやSADS中心の活動だったため動きがなかったものの、2011年2月9日に約12年半振りとなるシングル「ミザリー」を発売。同年2月26日、国立代々木競技場第一体育館でのライブ「XXXX THE FAKE STAR」の開催を公式サイトでアナウンス。なお上記シングルは、インディーズ時代のアルバム『亡骸を…』収録の「MISERY」とは別の曲である。
2011年1月29日、『黒夢 1/29 X-DAY Supported by VANQUISH』と題して東京・新宿ステーションスクエアでシークレットライブを開催。しかし、1曲目の「少年」演奏中に警察から中止要請が入り、最後まで演奏することなく、わずか1分ほどで中止となる。本来は「少年」「MARIA」「Like@Angel」ほか全7曲の演奏予定だったと清春がのちに語った。同年11月1日、13年半振りとなるオリジナル・アルバムの発売を記念し、大阪市・心斎橋アメリカ村三角公園でゲリラライブを敢行。
2013年2月、ニュー・アルバム『黒と影』の今秋リリース、2014年1月29日に行われる日本武道館でのライブを告知。同年7月、9月6日にZepp DiverCity TOKYO、14日にZepp Nambaにて行うライブ「DIVE INTO THE KINGDOM」の開催を発表。ライブ会場限定シングル「KINGDOM」のリリースもあわせて発表された。
2014年7月より、事実上最後のロングツアーになることが公言された「BEFORE THE NEXT SLEEP」を敢行。
2016年9月16日、官公庁オークションにて『黒夢』を含む4つの商標権が、東京国税局によってインターネット公売に掛けられていることが明らかとなった。差し押さえの理由は、清春が運営する権利管理会社『フルフェイスレコード』が負債を抱え税金を滞納したため。その後、『黒夢』は681,000円で、他の3商標は20万円台で落札された。落札者は不明だが4件いずれも同じだとしている。これを受けた清春のマネージャーは、落札者から買い戻したいとしていた。影響として、黒夢を名乗ること自体は問題ないが、CD発売時に黒夢と表記すること、ライブ時に黒夢と宣伝することは商標権侵害になるのが原則と解説しているサイトもある。
2024年2月16日に、ボーカルの清春が黒夢でのメジャーデビューから30周年を迎えたことを記念した全国ツアー「清春 debut 30th anniversary year TOUR 天使ノ詩 『NEVER END EXTRA』」が開催されることが発表され、最終日の2025年2月9日のライブが黒夢として行われることが発表された。また2024年7月8日に黒夢公式Xにて、2月9日に行われるライブについて、「CORKSCREW A GO GO Saint Mx Fxxxxxxx」というタイトルで行われることが発表された。 
2025年2月9日東京ガーデンシアター公演終演後モニターにツアー情報が表示され、追加公演であるぴあアリーナMM公演で正式にZeppツアーを行うことが告知された。 

## 音楽性と影響
結成当初は、焦りや衝動などの激情を際立たせつつ、悲哀を伴う音楽性を追求していた。清春は「自分たちが日本人だということも強調したかった」、臣は「感情を優先したもの…ギターがギャン!みたいなのが演りたくて。で自然とコアっぽい物になって」と語っている。インディーズ時代の音楽性については「コア寄りの、限りなく攻撃的な暗い音楽でメタルっぽくないバンド」と清春自身が表現している。
80年代の日本のパンク、ハードコア、アンダーグラウンド・ロックをはじめ、AUTO-MOD、TRANS RECORDS（FOOL'S MATEの創始者である北村昌士の運営していたインディーズレーベル）の所属バンドから影響を受けたと発言していた。清春は、当時のインディーズシーンについて、「ヴィジュアルが衝撃的だった。男なのに化粧してる。こんな世界もあるんだって」と述べ、なかでもTHE WILLARDのボーカルであるJUNからの影響を公言している。
清春は高校時代にTHE STREET SLIDERSのファンとなり、ファッションにも大きな影響を受けた。また、ジャパンのデヴィッド・シルヴィアン、DEAD ENDのMORRIE、Sadie Sads、G-Schmitt、 De-LAXの宙也からの影響もあるという。自身にとっての名盤として、DEAD END『DEAD LINE』、G-Schmitt『Garnet』、ALLERGY『アレルギー作用』、Gargoyle『月の棘』を挙げている。GARNET活動時、目指す音楽性として人時に聴かせたバンドにスージー・アンド・ザ・バンシーズ、ASYLUM等がある。
臣（元ギター）は、レコード屋でマイケル・シェンカー・グループを聴いたことがロックに傾倒するきっかけとなった。ギターを始めたばかりの頃は、マイケル・シェンカーやレインボーの楽譜を購入し頻繁にコピーしていたという。ギタリストとしては、広瀬さとし（44MAGNUM）からの影響を公言している。自身にとっての名盤に44MAGNUM『DANGER』、ヴァネッサ・パラディ『マリリン&ジョン』、ZIGGY『ZOO & RUBY』、ジェリーフィッシュ『こぼれたミルクに泣かないで』を選出した。
人時は、自身にとっての名盤としてポリス『シンクロニシティー』、スージー・アンド・ザ・バンシーズ『ハイエナ』と『スーパースティッション』を挙げている。注目するアーティストはスティングだと述べていた。
黒夢ではDEAD END、GASTUNK、D'ERLANGERのカバーが確認されているほか、Jaco:necoの「ストローヘッド」、SHADY DOLLSの「奴隷」、THE STREET SLIDERSの「Let's go down the street」、ステッペンウルフの「Born to Be Wild」、ダムドの「NEW ROSE」をカバーしている。

## メンバー
- 清春 (Vocals、1991 - 1999、2009、2010 - 2015、2025 - )
無期限の活動停止後、SADSを結成。
- 人時 (Bass、1991 - 1999、2009、2010 - 2015、2025 - )
無期限の活動停止後、人時PIRANHAHEADSを始動。2004年には臣、かつてLa†missレーベルの同朋であった安田政利（ex.Of-J）らとSUPER DROP BABIESを結成。数々のミュージシャンサポートやソロプロジェクトでも活動。

### 旧メンバー
- 臣 (Guitar、1991 - 1995)
1995年2月15日に脱退。脱退後、福井祥史（ex.STRAWBERRY FIELDS）とVINYLを結成。2004年に人時とSUPER DROP BABIESを結成。2012年6月15日に元CRAZEの藤崎賢一らとLizard's Tail（現：Bordeaux）を結成するが、2013年9月27日に解雇。ソロ活動のほか、2018年より再び福井祥史とSASFを結成し活動中。
- 鋭葵 (Drums、1991 - 1992)
1992年6月4日に脱退。
2012年、「Yumerika＊」のサポートドラマーとしてレコーディングにも参加。
2013年1月「Nasty Lips」に加入。
- HIRO (Drums、1993)
元THE STAR CLUBのメンバーで1993年7月に加入。同年10月に脱退。
2009年、ZXSTのシングル「Desparate Departure」にプロデューサーとして参加。

## 主なサポートメンバー
- 佐久間正英 (Guitar, keybords, programing & composition)
1stアルバム『迷える百合達 〜Romance of Scarlet〜』から4thアルバム『FAKE STAR 〜I'M JUST A JAPANESE FAKE ROCKER〜』のレコーディングに参加。
- KIYOSHI (Guitar)
1995年2月14日 渋谷公会堂で行われた帝王切開に参加。のちに黒夢 1/29 X-DAY、XXXX THE FAKE STARに参加。
- 長谷川浩 (Guitar)
feminism PART Iより参加。のちに人時のバンド「SSS」に参加。
- 石井健治 (Guitar)

97年5月 - 6月に行われたTOUR Many SEX Years vol. 1 livehouse gigに参加。
- 坂下たけとも (Guitar)

Many SEX Years vol. 4 under only gigより活動停止まで参加。のちに清春とSADSを結成。
- RAN-chan (Drums)/ex.VIVIAN LEE、DIE-ZW3E、Orphee
92年6月10日 - 11月14日まで参加。
- SYURA (Drums)
92年12月1日 - 93年4月10日まで参加。その後vogueに加入。
- 松山一志 (Drums)

93年6月2日 - 6月30日までと、93年11月15日から1994 AUTUMN TOUR Night of Cruel 10月3日 岡山三木記念会館公演まで参加。
- SHU-KEN (Drums)/ex.STRAWBERRY FIELDS、FIX、WORLD WIDE LOVE
1994 AUTUMN TOUR Night of Cruel 10月5日 高松オリーブホール公演から10月30日 渋谷公会堂公演まで参加。
- そうる透 (Drums)
3rdアルバム『feminism』のレコーディングより参加。
- 下田武男 (Drums)
- KATSUJI (Drums)
- 丹菊基雄 (Drums)
97年4月 - 6月に行われたTOUR Many SEX Years vol. 0 under only gig,　TOUR Many SEX Years vol. 1 live house gigにそうる透の代理として参加。
- 満園英二 (Drums)
Many SEX Years vol. 4 under only gigより活動停止まで参加。のちに人時のバンド「ピラニアヘッズ」、その後は「SADS」に参加。
- 中村英俊 (Keyboards)
1995年『1995 TOUR feminism PART1』に参加。
- 鈴木秋則 (Keyboards)
4thアルバム『FAKE STAR 〜I'M JUST A JAPANESE FAKE ROCKER〜』のレコーディング、『TOUR 1996 FAKE STAR'S CIRCUIT』に参加。
- K-A-Z (Guitar)
kuroyume "the end" に出演し、黒夢再結成後のレコーディング、ライブに参加。SADSの再結成メンバーとしても参加している。
- 大橋 英之 (Guitar)
黒夢再結成後のレコーディング、ライブに参加。
- GO (Drums)
kuroyume "the end" に出演し、黒夢再結成後のレコーディング、ライブに参加。SADSの再結成メンバーとしても参加している。
- 楠瀬拓哉 (Drums)
2013年1月13日【Rock is Culture 2013】に参加。清春のソロでもサポートで参加している。
- Katsuma (Drums)
2013年9月6日 DIVE INTO THE KINGDOM、2014年5月10日 氣志團現象2014 極東ロックンロール・ハイスクール 第弍章、TOUR 2014 BEFORE THE NEXT SLEEP VOL. 2『毒と華』12月4日 郡山Hip Shot Japan、12月5日 盛岡Club Change WAVEに参加。
- YOUTH-K!!! (Drums)
2014年『地獄ノ三夜』大阪3公演、TOUR 2014 BEFORE THE NEXT SLEEP VOL. 2『毒と華』に参加。
- かどしゅんたろう (Drums)
『黒と影』レコーディングや、TOUR 2014 BEFORE THE NEXT SLEEP VOL. 1『夢は鞭』、イナズマロックフェス2014、氣志團万博2014に参加。

## ディスコグラフィ

### シングル
|          | 発売日                                 | タイトル                 | 規格                 | 規格品番          | 最高位 | 収録アルバム                                  |
| -------- | -------------------------------------- | ------------------------ | -------------------- | ----------------- | ------ | --------------------------------------------- |
| 1st      | 1994年2月9日                           | for dear                 | 8cmCD                | TODT-3191         | 18位   | 迷える百合達 〜Romance of Scarlet〜           |
| 2nd      | 1994年7月20日                          | ICE MY LIFE              | 8cmCD                | TODT-3266         | 10位   | Cruel                                         |
| 3rd      | 1995年3月8日                           | 優しい悲劇               | 8cmCD                | TODT-3319         | 10位   | feminism                                      |
| 4th      | 1995年4月26日                          | Miss MOONLIGHT           | 8cmCD                | TODT-3479         | 12位   | feminism                                      |
| 5th      | 1995年10月13日                         | BEAMS                    | 8cmCD                | TODT-3556         | 6位    | FAKE STAR 〜I'M JUST A JAPANESE FAKE ROCKER〜 |
| 6th      | 1996年2月21日                          | SEE YOU                  | 8cmCD                | TODT-3657         | 5位    | FAKE STAR 〜I'M JUST A JAPANESE FAKE ROCKER〜 |
| 7th      | 1996年4月17日                          | ピストル                 | 8cmCD                | TODT-3710         | 4位    | FAKE STAR 〜I'M JUST A JAPANESE FAKE ROCKER〜 |
| 8th      | 1996年11月18日                         | Like @ Angel             | 8cmCD                | TODT-3851         | 5位    | Drug TReatment                                |
| 9th      | 1997年4月10日                          | NITE & DAY               | 8cmCD                | TODT-3941         | 3位    | Drug TReatment                                |
| 10th     | 1997年6月4日                           | Spray                    | 8cmCD                | TODT-3982         | 5位    | Drug TReatment                                |
| 11th     | 1997年11月19日                         | 少年                     | 8cmCD                | TODT-5060         | 3位    | CORKSCREW                                     |
| 12th     | 1998年4月8日                           | MARIA                    | 8cmCD                | TODT-5140         | 2位    | CORKSCREW                                     |
| 13th     | 2011年2月9日                           | ミザリー                 | 12cmCD+DVD           | AVCD-48006/B      | 6位    | Headache and Dub Reel Inch                    |
| 13th     | 2011年2月9日                           | ミザリー                 | 12cmCD               | AVCD-48007        | 6位    | Headache and Dub Reel Inch                    |
| 13th     | 2011年2月9日                           | ミザリー                 | 12cmCD               | AVCD-48008        | 6位    | Headache and Dub Reel Inch                    |
| 14th     | 2011年5月25日                          | アロン                   | 12cmCD+DVD           | AVCD-48078/B      | 8位    | Headache and Dub Reel Inch                    |
| 14th     | 2011年5月25日                          | アロン                   | 12cmCD+DVD           | AVCD-48079/B      | 8位    | Headache and Dub Reel Inch                    |
| 14th     | 2011年5月25日                          | アロン                   | 12cmCD               | AVCD-48080        | 8位    | Headache and Dub Reel Inch                    |
| 15th     | 2011年8月17日                          | heavenly                 | 12cmCD+DVD           | AVCD-48099/B      | 14位   | Headache and Dub Reel Inch                    |
| 15th     | 2011年8月17日                          | heavenly                 | 12cmCD               | AVCD-48101/B      | 14位   | Headache and Dub Reel Inch                    |
| 15th     | 2011年8月17日                          | heavenly                 | 12cmCD               | AVCD-48102        | 14位   | Headache and Dub Reel Inch                    |
| 会場限定 | 2013年9月6日 2013年9月14日             | KINGDOM                  | 12cmCD               | AVC1-48680        | -      | 黒と影                                        |
| 16th     | 2013年12月11日                         | ゲルニカ                 | 12cmCD+DVD           | AVCD-48880/B      | 15位   | 黒と影                                        |
| 16th     | 2013年12月11日                         | ゲルニカ                 | 12cmCD+DVD           | AVCD-48881/B      | 15位   | 黒と影                                        |
| 16th     | 2013年12月11日                         | ゲルニカ                 | 12cmCD               | AVCD-48882        | 15位   | 黒と影                                        |
| 17th     | 2013年12月11日                         | I HATE YOUR POPSTAR LIFE | 12cmCD+DVD           | AVCD-48883/B      | 16位   | 黒と影                                        |
| 17th     | 2013年12月11日                         | I HATE YOUR POPSTAR LIFE | 12cmCD+DVD           | AVCD-48884/B      | 16位   | 黒と影                                        |
| 17th     | 2013年12月11日                         | I HATE YOUR POPSTAR LIFE | 12cmCD               | AVCD-48885        | 16位   | 黒と影                                        |
| 18th     | 2014年3月26日                          | Reverb                   | 12cmCD+Blu-ray       | AVCD-48966/B      | 11位   | -                                             |
| 18th     | 2014年3月26日                          | Reverb                   | 12cmCD+DVD           | AVCD-48967/B      | 11位   | -                                             |
| 18th     | 2014年3月26日                          | Reverb                   | 12cmCD               | AVCD-48968        | 11位   | -                                             |
| 会場限定 | 2015年2月3日 2015年2月5日 2015年2月9日 | DAY 1                    | 12cmCD+DVD+32Pパンフ | FFRD-020 FFRD-021 | -      | -                                             |
| 会場限定 | 2015年2月3日 2015年2月5日 2015年2月9日 | DAY 1                    | 12cmCD               | FFRD-020          | -      | -                                             |

#### その他のシングル
| 発売/配布日   | タイトル                      | 配布場所 | 収録曲                        | 規格品番  |
| ------------- | ----------------------------- | --- | ----------------------------- | --------- |
| 1993年9月20日 | 百合の花束 -Acoustic Version- | 渋谷区山手教会前駐車場 (チケットに記載されていたドレスコード「黒い服を着て十字架を身に着ける」をクリアした人に配布された) | 百合の花束 -Acoustic Version- | PCDS-0081 |
| 1996年7月31日 | COMMEMORATION                 | 「1996 FAKE STAR'S CIRCUIT」TOUR FINAL 横浜アリーナにて入場者へ配布された                                                 | EITHER SIDE (LIVE)            | PCDS-0158 |
| 1999年3月31日 | MY STRANGE DAYS               | CD『EMI 1994〜1998 BEST OR WORST』VHS「LIVE OR DIE-Corkscrew A Go Go-」予約購入特典CD                                     | MY STRANGE DAYS (LIVE)        | BCDS-1050 |
| 2014年4月12日 | 楽死運命                      | The second coming of 1994 『地獄ノ三夜』で発売されたパンフレットに付属しているCD                                          | 「楽死運命」(再録)            |           |

### アルバム

#### スタジオ・アルバム
|     | 発売日         | タイトル                                      | 規格   | 規格品番     | 最高位      |
| --- | -------------- | --------------------------------------------- | ------ | ------------ | ----------- |
| 1st | 1993年6月11日  | 亡骸を・・・                                  | CD     | LMR-003      | 1位 (indie) |
| 2nd | 1994年3月9日   | 迷える百合達 〜Romance of Scarlet〜           | CD     | TOCT-8305    | 3位         |
| 2nd | 1998年5月27日  | 迷える百合達 〜Romance of Scarlet〜           | CD     | TOCT-10272   | 3位         |
| 2nd | 2009年1月28日  | 迷える百合達 〜Romance of Scarlet〜           | SHM-CD | TOCT-95051   | 3位         |
| 2nd | 2011年12月14日 | 迷える百合達 〜Romance of Scarlet〜           | CD     | TOCT-11319   | 3位         |
| 3rd | 1995年5月10日  | feminism                                      | CD     | TOCT-8897    | 1位         |
| 3rd | 1998年5月27日  | feminism                                      | CD     | TOCT-10274   | 1位         |
| 3rd | 2009年1月28日  | feminism                                      | SHM-CD | TOCT-95053   | 1位         |
| 4th | 1996年5月29日  | FAKE STAR 〜I'M JUST A JAPANESE FAKE ROCKER〜 | CD     | TOCT-9455    | 1位         |
| 4th | 2009年1月28日  | FAKE STAR 〜I'M JUST A JAPANESE FAKE ROCKER〜 | SHM-CD | TOCT-95054   | 1位         |
| 5th | 1997年6月27日  | Drug TReatment                                | CD     | TOCT-9910    | 2位         |
| 5th | 2009年1月28日  | Drug TReatment                                | SHM-CD | TOCT-95055   | 2位         |
| 6th | 1998年5月27日  | CORKSCREW                                     | CD     | TOCT-10275   | 2位         |
| 6th | 2009年1月28日  | CORKSCREW                                     | SHM-CD | TOCT-95056   | 2位         |
| 7th | 2011年11月2日  | Headache and Dub Reel Inch                    | CD+DVD | AVCD-38377/B | 2位         |
| 7th | 2011年11月2日  | Headache and Dub Reel Inch                    | CD+DVD | AVCD-38378/B | 2位         |
| 7th | 2011年11月2日  | Headache and Dub Reel Inch                    | CD     | AVCD-38379   | 2位         |
| 8th | 2014年1月29日  | 黒と影                                        | CD+DVD | AVCD-38835/B | 7位         |
| 8th | 2014年1月29日  | 黒と影                                        | CD+DVD | AVCD-38836/B | 7位         |
| 8th | 2014年1月29日  | 黒と影                                        | CD     | AVCD-38837   | 7位         |

#### ミニ・アルバム
|     | 発売日        | タイトル                 | 規格   | 規格品番   | 最高位      |
| --- | ------------- | ------------------------ | ------ | ---------- | ----------- |
| 1st | 1992年7月20日 | 中絶                     | CD     | HR-0004    | 3位 (indie) |
| 2nd | 1992年12月2日 | 生きていた中絶児・・・・ | CD     | LMR-001    | 1位 (indie) |
| 3rd | 1994年8月31日 | Cruel                    | CD     | TOCT-8494  | 7位         |
| 3rd | 1998年5月27日 | Cruel                    | CD     | TOCT-10273 | 7位         |
| 3rd | 2009年1月28日 | Cruel                    | SHM-CD | TOCT-95052 | 7位         |

#### ライブ・アルバム
| 発売日        | タイトル                                                      | 規格       | 規格品番     | 最高位 |
| ------------- | ------------------------------------------------------------- | ---------- | ------------ | ------ |
| 1998年1月1日  | 1997.10.31 LIVE AT 新宿LOFT                                   | CD         | TOCT-10170   | 7位    |
| 1998年1月16日 | 1997.10.31 LIVE AT 新宿LOFT                                   | LP         | TOCTS-10170  | 7位    |
| 2009年1月28日 | 1997.10.31 LIVE AT 新宿LOFT                                   | SHM-CD     | TOCT-95057   | 7位    |
| 2009年3月18日 | kuroyume“the end”〜CORKSCREW A GO GO!FINAL〜090129 日本武道館 | 2CD        | AVCD-23824/5 | 23位   |
| 2009年3月18日 | kuroyume“the end”〜CORKSCREW A GO GO!FINAL〜090129 日本武道館 | 2CD        | AVCD-23826/7 | 23位   |
| 2011年5月4日  | XXXX THE FAKE STAR                                            | ネット配信 | -            | -      |

#### コンピレーション・アルバム
|                | 発売日        | タイトル                                                       | 規格    | 規格品番     | 最高位 |
| -------------- | ------------- | -------------------------------------------------------------- | ------- | ------------ | ------ |
| ベスト         | 1999年2月17日 | EMI 1994〜1998 BEST OR WORST                                   | 2CD     | TOCT-24058/9 | 2位    |
| ベスト         | 2002年1月17日 | EMI 1994〜1998 BEST OR WORST                                   | 2CD     | TOCT-24738/9 | 2位    |
| ベスト         | 2009年1月28日 | EMI 1994〜1998 BEST OR WORST+2                                 | 2SHM-CD | TOCT-95006/7 | 112位  |
| ベスト         | 2000年6月10日 | KUROYUME COMPLETE RARE TRACKS 1991-1993 〜インディーズ全曲集〜 | 2CD     | OM-20001     | -      |
| シングル集     | 2002年3月27日 | 黒夢シングルズ                                                 | CD      | TOCT-24767   | 44位   |
| シングル集     | 2014年12月3日 | 黒夢シングルズ                                                 | SHM-CD  | UPCY-9428    | 44位   |
| シングル集     | 2003年9月29日 | 黒夢コンプリート・シングルズ                                   | 2CCCD   | TOCT-25195   | 89位   |
| ボックスセット | 2004年4月28日 | KUROYUME BOX                                                   | 6CD+DVD | TOCT-25394   | -      |
| ボックスセット | 2021年3月31日 | KUROYUME BOX+                                                  | 6CD+DVD | UPCY-9936    | 186位  |

#### トリビュート・アルバム
| 発売日        | タイトル                                       | 規格 | 規格品番   |
| ------------- | ---------------------------------------------- | ---- | ---------- |
| 2011年2月9日  | FUCK THE BORDER LINE                           | CD   | AVCD-38206 |
| 2015年3月25日 | 黒夢リスペクト・アルバム『Revision Underwear』 | CD   | GEI-2      |

### デモテープ
|     | 発売日        | タイトル         | 備考                                        |
| --- | ------------- | ---------------- | ------------------------------------------- |
| 1st | 1991年8月29日 | 黒夢             | 名古屋ミュージックファームにて100本限定販売 |
| 2nd | 1992年1月25日 | 生きていた中絶児 | 名古屋ミュージックファームにて80本限定販売  |

### VHS/LD/DVD/Blu-ray
|      | 発売日                               | タイトル                                                         | 規格     | 規格品番                      |
| ---- | ------------------------------------ | ---------------------------------------------------------------- | -------- | ----------------------------- |
| 1st  | 1992年10月31日 (新宿ロフト300本配布) | UNDER････                                                        | VHS      | -                             |
| 1st  | 1993年1月1日                         | UNDER････                                                        | VHS      | -                             |
| 2nd  | 1993年9月5日                         | NEO UNDER                                                        | VHS      | LMR-004                       |
| 3rd  | 1993年12月10日                       | DEEP UNDER                                                       | VHS      | LMR-007                       |
| 4th  | 1994年7月6日                         | 短命の百合達                                                     | VHS      | TOCT-8494                     |
| 4th  | 1999年3月31日                        | 短命の百合達                                                     | VHS      | TOCT-10274                    |
| 4th  | 2005年4月13日                        | 短命の百合達                                                     | DVD      | TOCT-95053                    |
| 5th  | 1994年9月28日                        | Theater of Cruel                                                 | VHS      | TOVF-1207                     |
| 6th  | 1995年9月27日                        | tour feminism PART I                                             | VHS      | TOVF-1225                     |
| 6th  | 1995年9月27日                        | tour feminism PART I                                             | LD       | TOLF-1228                     |
| 6th  | 2005年4月13日                        | tour feminism PART I                                             | DVD      | TOBF-5381                     |
| 7th  | 1995年12月13日                       | pictures                                                         | VHS      | TOVF-1233                     |
| 7th  | 1995年12月13日                       | pictures                                                         | LD       | TOLF-1233                     |
| 8th  | 1996年10月4日                        | 1996 FAKE STAR'S CIRCUIT BOYS ONLY                               | VHS      | TOVF-1251                     |
| 8th  | 2005年4月13日                        | 1996 FAKE STAR'S CIRCUIT BOYS ONLY                               | DVD      | TOBF-5381                     |
| 9th  | 1996年11月18日                       | 1996 FAKE STAR'S CIRCUIT YOKOHAMA ARENA                          | VHS      | TOVF-1252                     |
| 9th  | 2005年4月13日                        | 1996 FAKE STAR'S CIRCUIT YOKOHAMA ARENA                          | DVD      | TOBF-5382                     |
| 10th | 1997年1月29日                        | 1996 FAKE STAR'S CIRCUIT TOUR DOCUMENT                           | VHS      | TOVF-1253                     |
| 10th | 2005年4月13日                        | 1996 FAKE STAR'S CIRCUIT TOUR DOCUMENT                           | DVD      | TOBF-5383                     |
| 11th | 1997年10月22日                       | pictures 2                                                       | VHS      | TOVF-1268                     |
| 12th | 1998年1月16日                        | 1997.10.31 LIVE AT 新宿LOFT                                      | VHS      | TOVF-1278                     |
| 12th | 2000年10月18日                       | 1997.10.31 LIVE AT 新宿LOFT                                      | DVD      | TOBF-5034                     |
| 12th | 2003年10月29日                       | 1997.10.31 LIVE AT 新宿LOFT                                      | DVD      | TOBF-91011                    |
| 12th | 2014年6月11日                        | 1997.10.31 LIVE AT 新宿LOFT                                      | Blu-ray  | UPXY-6001                     |
| 13th | 1999年3月31日                        | LIVE OR DIE -CORKSCREW A Go Go-                                  | VHS      | TOVF-1304                     |
| 13th | 2000年10月18日                       | LIVE OR DIE -CORKSCREW A Go Go-                                  | DVD      | TOCT-10274                    |
| 13th | 2009年1月28日                        | LIVE OR DIE -CORKSCREW A Go Go-                                  | DVD      | TOCT-95053                    |
| 13th | 2014年6月11日                        | LIVE OR DIE -CORKSCREW A Go Go-                                  | Blu-ray  | UPXY-6002                     |
| 14th | 2000年10月18日                       | pictures vol. 1                                                  | DVD      | TOBF-5032                     |
| 15th | 2000年10月18日                       | pictures vol. 2                                                  | DVD      | TOBF-5033                     |
| 16th | 2005年4月13日                        | 黒夢 COMPLETE SINGLE CLIPS                                       | DVD      | TOBF-5385                     |
| 17th | 2009年1月28日                        | ALL PICTURES                                                     | DVD      | TOBF-5616                     |
| 18th | 2009年3月25日                        | kuroyume "the end" 〜CORKSCREW A GO GO! FINAL〜 090129日本武道館 | 3DVD     | AVBD-91595/7 (初回生産限定盤) |
| 18th | 2009年3月25日                        | kuroyume "the end" 〜CORKSCREW A GO GO! FINAL〜 090129日本武道館 | 2DVD     | AVBD-91598/9 (通常盤)         |
| 19th | 2011年7月20日                        | XXXX THE FAKE STAR THE NEWEST FEATHER                            | 3DVD     | AVBD-91862/4 (初回限定盤)     |
| 19th | 2011年7月20日                        | XXXX THE FAKE STAR THE NEWEST FEATHER                            | 2DVD     | AVBD-91865/6 (通常盤)         |
| 20th | 2012年5月2日                         | Headache and Dub Reel Inch 2012.1.13 Live at 日本武道館          | 3DVD     | AVBD-91948/50 (初回限定盤)    |
| 20th | 2012年5月2日                         | Headache and Dub Reel Inch 2012.1.13 Live at 日本武道館          | 2DVD     | AVBD-91951/2 (通常盤)         |
| 21st | 2012年6月13日                        | 黒夢 1.14                                                        | DVD      | AVBD-91953                    |
| 22nd | 2014年6月11日                        | 黒と影 2014.1.29 Live at 日本武道館                              | Blu-ray  | AVXD-92113                    |
| 22nd | 2014年6月11日                        | 黒と影 2014.1.29 Live at 日本武道館                              | 2DVD     | AVBD-92114/5                  |
| 23rd | 2021年1月7日                         | 黒夢 Live & Document DVD LAST LONG TOUR 2014-2015                | 3DVD     |                               |
| 24th | 2025年9月3日                         | CORKSCREW A GO GO! SAINT MX XXXX XXXX                            | 2Blu-ray | YCXW‐10035〜6 (初回限定盤)    |
| 24th | 2025年9月3日                         | CORKSCREW A GO GO! SAINT MX XXXX XXXX                            | DVD      | YCXW‐10037 (通常盤)           |

※『pictures vol. 1』と『LIVE OR DIE -Corkscrew A Go Go』は収録曲「autism -自閉症-」への自閉症協会からのクレームにより発売中止になり一時入手困難となるが、解散ライブ前日の2009年1月28日に該当曲を削除し再発（『pictures vol. 1』の内容は『ALL PICTURES』に含まれる）。
※DVD版『短命の百合達』では、冒頭のイントロダクション映像（7人目の清春が "分身" とされる6体のマネキン1体ずつに百合の花を手向ける内容のもの）および「autism -自閉症-」がカットされている。

### 参加作品
| 発売日        | タイトル                                                         | 収録曲                                                                                   | 規格 |
| ------------- | ---------------------------------------------------------------- | ---------------------------------------------------------------------------------------- | ---- |
| 1993年2月1日  | EMERGENCY EXPRESS '93 〜DEAD ANGLE 視覚を突け!〜                 | 1曲目「MISSING GLORY」で参加。 ※元々の曲名は「狂人」で、販売メーカーからのクレームで変更 | CD   |
| 1993年9月25日 | The Monsters of Shock Age (SHOXX別冊「SHOCK AGE SPECIAL」付録CD) | 1曲目「IN SKY (New Version)」で参加。                                                    | CD   |
| 1993年9月25日 | SHOCK AGE Vol.1                                                  | 4曲目「中絶」で参加。                                                                    | VHS  |
| 2006年6月14日 | ROCK is LOFT -Green Disc- ～SHINJUKU LOFT 30th ANNIVERSARY～     | DISC-2 15曲目「ピストル」で参加。                                                        | CD   |

### 未発表・カバー曲
| タイトル              | 備考 |
| --------------------- | --- |
| 麻薬                  | 1991年8月3日 - 1992年 (Dr. 鋭葵在籍時) に演奏されていた。前身バンドGARNETの楽曲である。 |
| FUNERAL SONG          | 1991年11月04日 名城大学学園祭で初披露 |
| MARIAS DESPAIR        | 1991年11月11日 - 1992年 (Dr. 鋭葵在籍時) に演奏されていた。前身バンドGARNETの楽曲である。後に歌詞を変え、「Lilia」という曲名で山口紗弥加へ楽曲提供され、山口のアルバム「Romantic」に収録された。 |
| Telegram Sam          | 1991年12月31日 名古屋MUSIC FARMにて行われた年越しオールナイトLiveで演奏。T・レックスの楽曲。黒夢はバウハウスバージョンをカヴァー。                                                               |
| フロワー              | 1992年3月1日 名古屋MUSIC FARMのワンマンで一度だけ演奏された。 |
| DECOY                 | DEAD ENDのカヴァー。1992年10月27日 難波ROCKETSで行われたLIVEでL'Arc〜en〜Cielのメンバーとセッション。同年10月30日に行われたSERIES GIG 「十字架との戯れ」 PART IIでも演奏された。                 |
| HUSK!                 | GASTUNKのカヴァー。1992年10月27日 難波ROCKETSで行われたLIVEでL'Arc〜en〜Cielのメンバーとセッション。                                                                                             |
| カメリア/銀世界       | 『TOUR 1993 NEO UNDER II』の札幌、岡崎、福岡にて演奏された。 |
| NIGHT SONG            | DEAD ENDのカヴァー。1992、1993年にThree Eyes Jackとの対バンの際、度々行われていたセッション「BLACK JACK」で演奏。                                                                                |
| HYPER DESIRE          | DEAD ENDのカヴァー。1992、1993年にThree Eyes Jackとの対バンの際、度々行われていたセッション「BLACK JACK」で演奏。                                                                                |
| GOOD MORNING SATELITE | DEAD ENDのカヴァー。1992、1993年にThree Eyes Jackとの対バンの際、度々行われていたセッション「BLACK JACK」で演奏。                                                                                |
| CAMOUFLAGE            | Of-Jの楽曲。1993年11月30日に池袋CYBERで行われたOf-Jのライヴに清春と人時がゲスト出演し、人時がギターを弾き、清春とMASATOSHIがデュエットした。                                                     |
| ヂレンマ              | Gargoyleの楽曲。1995年2月14日 渋谷公会堂で行われた『帝王切開』でGargoyleとセッション。 |
| HALLELUYAH            | Gargoyleの楽曲。1995年2月14日 渋谷公会堂で行われた『帝王切開』でGargoyleとセッション。 |
| NEW ROSE              | ダムドのカヴァー。「アロン」に収録されているものとは大分アレンジが違う。1998年 - 1999年に行われた『TOUR Many SEX Years vol. 5//CORKSCREW A GO GO!』で演奏していた。                              |
| REST ROOM             | 1998年 - 1999年に行われた『TOUR Many SEX Years vol. 5//CORKSCREW A GO GO!』で演奏していた。 |

## タイアップ一覧
| 使用年 | 曲名                          | タイアップ                                                                             |
| ------ | ----------------------------- | -------------------------------------------------------------------------------------- |
| 1994年 | for dear                      | テレビ朝日系『Jリーグ A GOGO!!』オープニングテーマ                                     |
| 1994年 | ICE MY LIFE                   | テレビ朝日系『Mew』エンディングテーマ                                                  |
| 1995年 | 優しい悲劇                    | テレビ朝日系『USO』エンディングテーマ                                                  |
| 1995年 | Miss MOONLIGHT                | 日本テレビ系『ぐるぐるナインティナイン』エンディングテーマ                             |
| 1995年 | BEAMS                         | maxell カセットテープ「Po'z」CMソング                                                  |
| 1996年 | ピストル                      | TBS系『COUNT DOWN TV』エンディングテーマ                                               |
| 1996年 | ピストル                      | 日本コカ・コーラ「Sprite Cool」CMソング                                                |
| 1996年 | FAKE STAR                     | TBS系『BLITZ INDEX』オープニングテーマ                                                 |
| 1996年 | BARTER                        | 日本コカ・コーラ「Sprite Cool」CMソング                                                |
| 1996年 | BARTER                        | 日本テレビ系『ウッチャンナンチャンのウリナリ!!』挿入歌                                 |
| 1996年 | Like @ Angel                  | テレビ朝日系ウイークエンドドラマ『しようよ♡』テーマソング                              |
| 1997年 | NITE&DAY                      | 日本テレビ系『ぐるぐるナインティナイン』エンディングテーマ                             |
| 1997年 | Spray                         | テレビ朝日系『スーパーJチャンネル』オープニングテーマ                                  |
| 1997年 | Spray                         | 東芝「DVDプレーヤー」CMソング                                                          |
| 1997年 | カマキリ -1997 BURST VERSION- | モード学園CMソング                                                                     |
| 1997年 | MIND BREAKER                  | ダイハツ「MOVE aerodown CUSTOM」CMソング                                               |
| 1997年 | 少年                          | ダイハツ「MOVE aerodown CUSTOM」CMソング                                               |
| 1998年 | MARIA                         | ダイハツ「MOVE aerodown CUSTOM」CMソング                                               |
| 2011年 | ミザリー                      | BeeTV『テリー伊藤のアナタの代わりに調べます』テーマソング                              |
| 2011年 | アロン                        | カプコン ニンテンドー3DS用ゲームソフト「バイオハザード ザ・マーセナリーズ 3D」CMソング |
| 2011年 | NEW ROSE                      | TBS系『ザキ神っ! 〜ザキヤマさんとゆかいな仲間たち〜』サポーターソング                  |
| 2011年 | BORN TO BE WILD               | スズキ「パレットSW」CMソング                                                           |
| 2011年 | FAKE STAR                     | 第一興商「DAM★うたフル」CMソング                                                       |
| 2011年 | 13 new ache                   | 東映配給映画『ハードロマンチッカー』主題歌                                             |
| 2011年 | Heavenly（Album ver.）        | Beeマンガ『池袋ウエストゲートパーク』主題歌                                            |
| 2014年 | ゲルニカ                      | KADOKAWA配給映画『バイロケーション 表』主題歌                                          |
| 2014年 | BLACK HOLIDAY                 | 海外ドラマ『ザ・フォロイング』CMソング                                                 |
| 2014年 | Reverb                        | コーエーテクモゲームス ゲームソフト「戦国無双4」テーマソング                           |
| 2014年 | Reverb                        | テレビ東京系アニメ『戦国無双SP 〜真田の章〜』エンディングテーマ                        |

## 書籍
| 発売日         | タイトル                                               | 出版社               | ISBNコード            | 備考 |
| -------------- | ------------------------------------------------------ | -------------------- | --------------------- | --- |
| 1994年12月1日  | 黒夢 - 夢中占夢                                        | 宝島社               | ISBN 4-7966-0882-6    | ヒストリーブック。 |
| 1995年10月24日 | BEAMS                                                  | シンコーミュージック | ISBN 4-401-62157-3    | アーティストブック。 |
| 1996年11月25日 | ナイフ - 清春 写真集                                   | 竹書房               | ISBN 4-8124-0262-X    | |
| 1997年1月1日   | Peace                                                  | ソニー・マガジンズ   | ISBN 4-8124-0262-X    | 通販予約での完全受注生産。写真集3冊入りボックス、VHS、ポストカード付。 |
| 1999年4月1日   | HEAVEN OR HELL KUROYUME TOUR PHOTO BOOK 1998 120 LIVES | ワニブックス         | ISBN 4-8470-2531-8    | |
| 2015年3月30日  | Alone                                                  | KADOKAWA             | ISBN 9-7840-4731-7697 | 通販予約での完全受注生産ライブ写真集。カドカワオフィシャルストア オリジナル特典として、未使用カットのサイン入りオリジナルフォトカード1枚。DARKROOM会員オリジナル特典として、未使用カットのオリジナルフォトカードまたはポストカードセット（2枚 - 3枚組予定）。 |

### バンドスコア
| 発売日         | タイトル                                      | 出版社           | ISBNコード         |
| -------------- | --------------------------------------------- | ---------------- | ------------------ |
| 1994年8月15日  | 亡骸を…                                       | ケイ・エム・ピー | ISBN 9784773209280 |
| 1994年6月30日  | 迷える百合達                                  | ドレミ楽譜出版社 | ISBN 9784810838626 |
| 1994年10月30日 | Cruel                                         | ドレミ楽譜出版社 | ISBN 9784810838794 |
| 1995年5月30日  | feminism                                      | ドレミ楽譜出版社 | ISBN 9784810839098 |
| 1996年8月30日  | FAKE STAR 〜I'M JUST A JAPANESE FAKE ROCKER〜 | ドレミ楽譜出版社 | ISBN 9784810839487 |
| 1997年2月20日  | 黒夢 SINGLES 1994-1996                        | ドレミ楽譜出版社 | ISBN 9784810839838 |
| 1997年9月1日   | Drug TReatment                                | ドレミ楽譜出版社 | ISBN 9784810864038 |
| 1998年6月30日  | 1997.10.31 LIVE AT 新宿LOFT                   | ドレミ楽譜出版社 | ISBN 9784810864564 |
| 1998年8月30日  | Single collection 1994-1998                   | ドレミ楽譜出版社 | ISBN 9784810864816 |
| 1998年9月30日  | CORKSCREW                                     | ドレミ楽譜出版社 | ISBN 9784810864724 |
| 1999年4月30日  | EMI 1994〜1998 BEST OR WORST                  | ドレミ楽譜出版社 | ISBN 9784810865141 |

## メディア出演

### CM
- maxell カセットテープ『Po'z』（1995年）
- 日本コカ・コーラ『Sprite Cool』（1996年）